# Nicolas Caignet de Fréauville
Pour les articles homonymes, voir Caignet et Fréauville (homonymie).
Nicolas Caignet de Fréauville est un cardinal français né à Fréauville en Normandie  et décédé le 15 janvier 1323 à Avignon. Il est membre de l'ordre des dominicains.

## Biographie

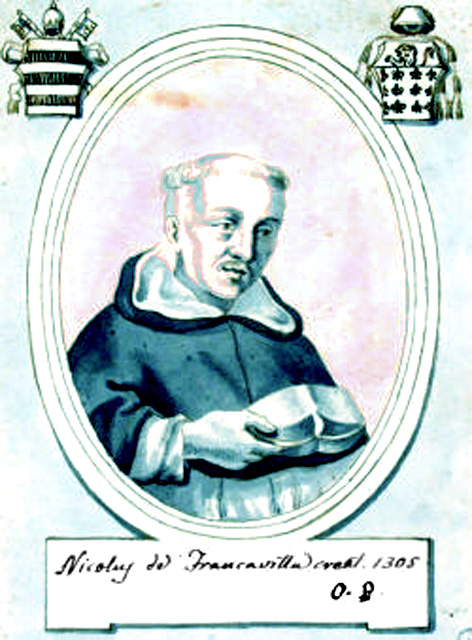
Cardinal Nicolas Caignet de Fréauville.

Nicolas Caignet de Fréauville est professeur de philosophie et de théologie à la Sorbonne de Paris et prieur. Il est confesseur du roi Philippe le Bel. En 1304, il est intermédiaire  entre les Français et les Flamands. Pendant la dispute entre le roi de France et le pape Boniface VIII, il est convoqué par le pape à Rome, mais ne s'y rend jamais.
Caignet de Fréauville est créé cardinal par le pape Clément V lors du consistoire du 15 décembre 1305. Le cardinal Caignet assiste au concile de Vienne en 1311. Il est camerlingue du Sacré Collège en 1312-1313 et prêche la croisade en France comme légat. Il est l'auteur de plusieurs œuvres sur la liturgie.
Il participe au conclave de 1314-1316, lors duquel Jean XXII est élu. 
Son tombeau, un orant, se trouvait dans la chapelle du Rosaire de l'église des Jacobins de Rouen.

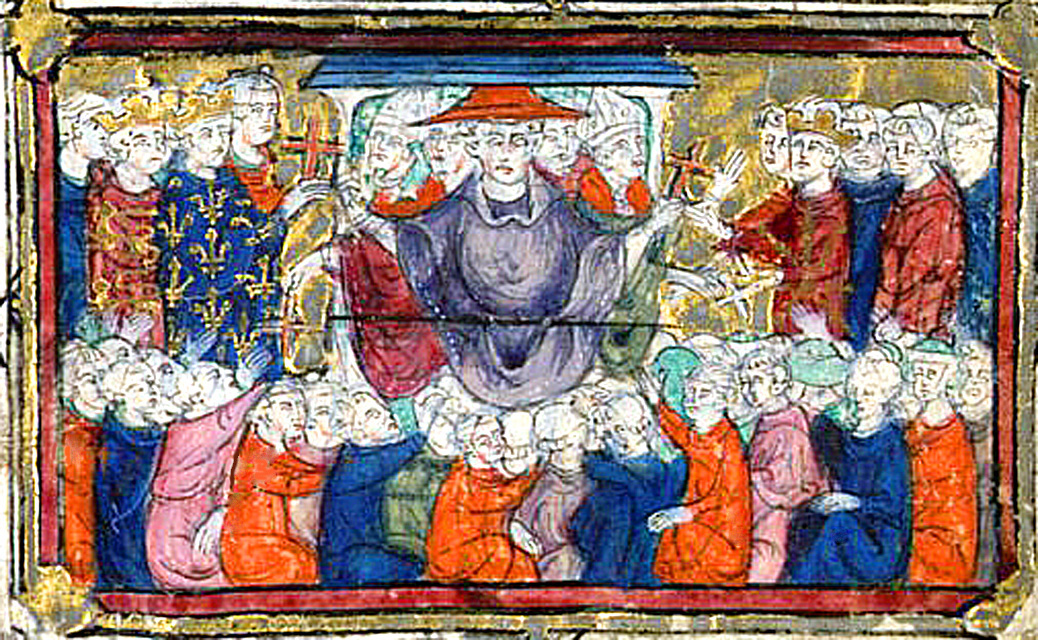
La cardinal-légat Nicolas Caignet de Fréauville prêchant la croisade devant trois rois.